# 西華県
西華県（せいかけん）は、中華人民共和国河南省周口市に位置する県。

## 行政区画
- 街道:媧城街道、箕子台街道、昆山街道、皮営街道
- 鎮:西夏亭鎮、逍遥鎮、奉母鎮、紅花集鎮、聶堆鎮、東夏亭鎮、西華営鎮、址坊鎮、遅営鎮
- 郷:田口郷、清河駅郷、東王営郷、大王荘郷、李大荘郷、葉埠口郷、黄橋郷、艾崗郷